# Megitsune
"Megitsune" (メギツネ, lit. "Raposa Fêmea") é o segundo single major lançado pelo grupo japonês de kawaii metal Babymetal. Foi lançado em 19 de junho de 2013 através da BMD Fox, sub-gravadora da Toy's Factory, como quinto e último single para o álbum Babymetal. Como lado B, foram incluídas as canções inéditas "Akatsuki", solo de Su-metal, e "Onedari Daisakusen", canção de Black Babymetal, subgrupo interno de Babymetal formado por Yuimetal e Moametal.

## Antecedentes
A canção começou a ser planejada em meados de 2011, sendo muito diferente da sua versão final. Originalmente, seu arranjo seria algo mais K-pop com um toque de 4-beat; porém a canção foi rearranjada pouco a pouco. No decorrer desse rearranjo, chegou um ponto em que a canção soava como "enka-encontra-hard rock".
Entre outubro de 2012 e fevereiro de 2013, o grupo realizou uma série de três concertos solo, intitulada I, D, Z, que se encerrou em 1 de fevereiro de 2013 com um concerto no Zepp Tokyo, onde se especulava o fim das atividades de Babymetal. Em março de 2013, Suzuka Nakamoto (Su-metal) se formou no ensino secundário e, portanto, "graduou" do Sakura Gakuin (deixou o grupo, que consiste em garotas de até secundário); no entanto, foi decidido pela administração que Babymetal não se dissolveria e que continuaria suas atividades como um grupo independente. Em abril de 2013 o lançamento do single foi anunciado, juntamente com a turnê Babymetal Death Match Tour 2013 -May Revolution-. De acordo com Su-metal, a canção foi finalizada em 2 de abril de 2013. Em entrevista á revista Hedoban, foi revelado que a canção deveria ter sido finalizada em uma só sessão, porém Yuimetal e Moametal tiveram problemas com as gravações, o que atrasou um pouco mais tal processo.

## Divulgação
Em 21 de junho, a canção foi apresentada no programa televisivo Music Dragon, da emissora NTV. No dia seguinte, foi realizada uma cerimônia de oração ao sucesso do single na filial de Shibuya da loja Tower Records, além de um mini-concerto ao vivo intitulado Saite Chiru no ga On'na no Unmei yo ~Mini Live de Wasshoi!!~ onde o grupo apresentou "Megitsune", "Iine!" e "Ijime, Dame, Zettai", para um total de 350 fãs. Em 23 de junho, o grupo apresentou-se ao vivo em um concerto gratuito no shopping DiverCity Tokyo Plaza, reunindo um total de 3 000 fãs. No mês seguinte, em 14 de julho, Babymetal realizou um concerto especial intitulado Legend~Kitsune Matsuri, na casa de concertos Super Live Space rockmaykan em Meguro, Tóquio. O acesso ao concerto deu-se por meio de uma loteria de ditribuição limitada de ingressos. Os fãs que ganharam acesso, receberam uma máscara especial de kitsune. No dia seguinte, o grupo apresentou a canção no programa televisivo Music Japan Annex, da emissora NHK.

## Composição
O tema geral de "Megitsune" é "matsuri metal", a mistura de elementos típicos da cultura japonesa como o shamisen, instrumento musical típico japonês, e gritos usados nos matsuri, conhecidos como kakegoe, como Sore! e Soiya!; com o metal (mais especificamente o metalcore). A canção é cantada por Su-metal em um estilo vocal enka. A ela foram mostrados vídeos de Sayuri Ishikawa, Hibari Misora (em seus 48 e em seus 17 anos) e outras cantoras, como referência do estilo. De acordo com o site japonês What's In? Web, "“Megitsune” incorpora elementos techno, lembrando o som de bandas como Crossfaith e Fear, and Loathing in Las Vegas; além dos vocais de Su-metal ganharem poder lembrando os vocais de Amy Lee, da banda americana Evanescence". Sua introdução inclui elementos típicos da cultura japonesa, sendo semelhante à banda ChthoniC. Em um segmento da canção contendo um breakdown, elemento comum no metalcore, uma parte da tradicional canção japonesa "Sakura Sakura" é incorporada no trecho "Kitsune / kitsune / watashi wa megitsune / Onna wa joyuu yo". Sua letra retrata o coração de uma mulher forte e seu tema lírico geral é "As mulheres são atrizes de nascença", com linhas que dizem "Meu rosto está sorrindo, mas meu coração está chorando".
"Akatsuki" é um solo de Su-metal sendo uma canção de power metal e speed metal melódico.
"Onedari Daisakusen" é uma canção de Black Babymetal, subgrupo interno de Babymetal composto por Yuimetal e Moametal. "Onedari Daisakusen" é uma faixa de rap metal e nu metal, e foi comparada ao som da banda Limp Bizkit, e seus vocais aos de Fred Durst.

## Vídeo musical
O vídeo musical para a faixa título foi dirigido por Takuya Tada (多田卓也). O vídeo mostra o grupo apresentado-se em um teatro Noh, com uma banda usando intrumentos típicos japoneses.

## Faixas
O single foi lançado em quatro edições: edições limitadas "Ki", "Tsu" e "Ne" (kitsune significa Raposa em japonês) e uma edição regular.
Informações sobre os compositores, letristas e arranjistas retiradas diretamente do encarte do single.
| CD single (edição regular) |                                                                |                      |                |                |         |  |
| N.º                        | Título                                                         | Letras               | Música         | Arranjo        | Duração |  |
| 1.                         | "Megitsune" (メギツネ; Raposa Fêmea)                           | Mk-metal Norimetal   | Norimetal      | Yuyoyuppe      | 4:08    |  |
| 2.                         | "Akatsuki" (紅月-アカツキ-; Lua Rubra -Amanhecer-)             | Nakametal Tsubometal | Tsubometal     | Kyoto          | 5:29    |  |
| 3.                         | "Megitsune (Air Vocal ver.)" (メギツネ（Air Vocal ver.）)      |                      |                |                | 4:08    |  |
| 4.                         | "Akatsuki (Air Vocal ver.)" (紅月-アカツキ-（Air Vocal ver.）) |                      |                |                | 5:29    |  |
| Duração total:             | Duração total:                                                 | Duração total:       | Duração total: | Duração total: | 19:15   |  |

| CD single (acompanha todas as edições limitadas) |                                                          |                                   |                |                  |         |  |
| N.º                                              | Título                                                   | Letras                            | Música         | Arranjo          | Duração |  |
| 1.                                               | "Megitsune" (メギツネ; Raposa Fêmea)                     | Mk-metal Norimetal                | Norimetal      | Yuyoyuppe        | 4:10    |  |
| 2.                                               | "Onedari Daisakusen" (おねだり大作戦; Operação Implorar) | Nakata Chaos Ryu-metal Fuji-metal | Team K         | Tatsuo KxBxmetal | 3:18    |  |
| Duração total:                                   | Duração total:                                           | Duração total:                    | Duração total: | Duração total:   | 7:28    |  |

| DVD (edição limitada "Ki") |                                                                        |         |  |
| N.º                        | Título                                                                 | Duração |  |
| 1.                         | "Overture~Doki Doki Morning (Legend "I" at Shibuya O-East 2012.10.06)" |         |  |
| 2.                         | "Head Bangya!! (Legend "I" at Shibuya O-East 2012.10.06)"              |         |  |

| DVD (edição limitada "Tsu") | |         |  |
| N.º                         | Título | Duração |  |
| 1.                          | "Babymetal Death (Legend "D" Su-metal Seitansai at Akasaka Blitz 2012.12.20)"                                      |         |  |
| 2.                          | "Kimi to Anime ga Mitai~Answer for Animation With You (Legend "D" Su-metal Seitansai at Akasaka Blitz 2012.12.20)" |         |  |

| DVD (edição limitada "Ne") |                                                                      |         |  |
| N.º                        | Título                                                               | Duração |  |
| 1.                         | "Overture~Ijime, Dame, Zettai (Legend "Z" at Zepp Tokyo 2013.02.01)" |         |  |
| 2.                         | "Catch me if you can (Legend "Z" at Zepp Tokyo 2013.02.01)"          |         |  |

### Pessoal
Babymetal
- Su-metal - Vocal, Dança
- Yuimetal - Screams, Dança
- Moametal - Screams, Dança

### Créditos
Créditos retirados diretamente do encarte do single.
Detalhes gerais
- Single totalmente produzido por Kobametal e Millennium JAPAN
- Masterizado por Tucky (estúdio de masterização: Parasight Mastering)
- Produtor: Kobametal
- Administração: Hitometal, Kissymetal
- Diretor A&R: Derametal
- Promotor A&R: Akimetal
- Promotor de vendas: Tackmetal
- Agradecimentos especiais: Marshall

"Megitsune"
- Gravado por Masatake Osato no ABS Recording
- Mixado por Yuyoyuppe

"Akatsuki"
- Gravado por Naoki Ibaraki (MukuStudio) no Sound Arts Studio
- Mixado por Kyoto

"Onedari Daisakusen"
- Gravado por Naoki Ibaraki (MukuStudio) no Sound Arts Studio
- Vocais editados por Seiji Toda (S.O.L.I.D Sound Lab) no Heart Beat Recording Studio
- Mixado por Hironobu Takikawa no King Sekiguchidai Studio

Arte do encarte
- Direção de arte e design: Metalnaka Shimon, Arimetal
- Ilustrador: Metalnaka Shimon
- Fotografia: Susumu Miyawaki (Progress-M Co.,Ltd)
- Estilista: Megumi Date (takahashi office)
- Cabelo e maquiagem: Imamu, Saori Hida (manisu manisu)
- Coordenação de trabalho de arte: Yoko Nakajima (SMC)

## Desempenho nas paradas musicais
O single vendeu aproximadamente 22 000 cópias na semana de seu lançamento e estreou em 7º lugar no Oricon Weekly Singles Chart.
| Parada (2013–2014)                                 | Melhor posição |
| -------------------------------------------------- | -------------- |
| Estados Unidos (Billboard World Digital Songs)     | 14             |
| Japão (Billboard Japan Adult Contemporary Airplay) | 69             |
| Japão (Billboard Japan Hot 100)                    | 16             |
| Japão (Billboard Japan Hot Singles Sales)          | 7              |
| Japão (HBC Best 30 Airplay)                        | 18             |
| Japão (Oricon Weekly Singles Chart)                | 7              |
| Japão (Tower Records Weekly Singles Chart)         | 2              |

| Parada (2013)                      | Melhor posição |
| ---------------------------------- | -------------- |
| Japão (Oricon Daily Singles Chart) | 2              |
| Japão (Tower Records Daily Chart)  | 2              |

| Parada (2013)                        | Melhor posição |
| ------------------------------------ | -------------- |
| Japão (Oricon Monthly Singles Chart) | 24             |

## Histórico de lançamento
| Região | Data                 | Formato                                                   | Gravadora     |
| ------ | -------------------- | --------------------------------------------------------- | ------------- |
| Mundo  | 9 de janeiro de 2013 | CD single, CD+DVD (somente no Japão)                      | BMD Fox       |
| Mundo  | 9 de janeiro de 2013 | Download digital (mundialmente, via iTunes)               | Toy's Factory |
| Mundo  | 5 de agosto de 2014  | Download digital (mundialmente, via Amazon Digital Store) | Toy's Factory |